# Steins;Gate
Steins;Gate (яп. シュタインズ ゲート Сютайндзу Гэ:то, «Врата;Штейна», МФА: [staɪnz ɡeɪt]) — японский визуальный роман, разработанный компаниями 5pb. (ныне Mages) и Nitroplus. Является второй игрой в серии Science Adventure. История разворачивается спустя год после событий, описанных в Chaos;Head, и повествует о группе студентов, которые по мере продвижения сюжета открывают способ путешествия во времени. Игра имеет нелинейное повествование, делящееся на ветви.
Первая версия Steins;Gate была выпущена 15 октября 2009 года для игровой приставки Xbox 360, впоследствии была портирована для операционной системы Windows 26 августа 2010 года, для PlayStation Portable — 23 июня 2011 года, для iOS — 25 августа 2011 года, для PlayStation 3 — 24 мая 2012 года, для PlayStation Vita — 14 марта 2013, для Android — 27 июня 2013 года. Охарактеризована разработчиками как «Гипотетические научные приключения» (яп. 想定科学ADV Со:тэй Кагаку Адобэнтя:). Локализована в Северной Америке компанией JAST USA 31 марта 2014 года в коллекционном и цифровом виде. Версии для PS3 и Vita локализованы компанией Pqube в Европе и Северной Америке в 2015 году. Помимо этого, 9 сентября 2016 года была выпущена английская версия для iOS.
Первая манга-адаптация игры с иллюстрациями Сарати Ёми выходила с 26 сентября 2009 года по 2013 год в журнале Monthly Comic Alive издательства Media Factory, в 2015—2016 годах была лицензирована в Северной Америке, вторая, Steins;Gate: Boukan no Rebellion (яп. シュタインズ・ゲート 亡環のリベリオン Сютайндзу Гэто Бо:кан но Рэбэрион), сосредоточенная на персонаже Судзухе Аманэ, с иллюстрациями Кэндзи Мидзуты — с 28 декабря 2009 года в журнале Monthly Comic Blade.
Аниме-адаптация от студии White Fox вышла в японский эфир в 2011 году. Первые даты показа аниме-адаптации: 6 апреля — 11 сентября 2011 года. Позднее она была лицензирована компанией Funimation. Полнометражный анимационный фильм вышел в прокат 20 апреля 2013 года.
16 июня 2011 года у игры появился фан-диск Steins;Gate: My Darling’s Embrace. 28 октября 2011 года вышло неканоническое продолжение романа в цветовой гамме 8-бит Steins;Gate: Hen’i Kuukan no Octet, ещё одна игра серии — Steins;Gate: Linear Bounded Phenogram - была выпущена 25 апреля 2013 года. Мидквел романа Врата;Штейна 0 вышел для PS3, PS4 и Playstation Vita 10 декабря 2015 года, аниме-адаптацию получил в 2018 году. Полностью анимированное переиздание оригинального визуального романа, Steins;Gate Elite, было выпущено для PS4, Playstation Vita, Nintendo Switch и Steam в 2018—2019 годах. В версию для Nintendo Switch также включена бонусная игра 8-bit ADV Steins;Gate в стиле игр для Nintendo Entertainment System 1980-х годов.
У романа планируется тематическое продолжение, а также телесериал по мотивам оригинальной истории.

## Название
По словам Хаяси Наотаки, сценариста аниме, слово «Штейн» было вдохновлено именем Альберта Эйнштейна, одного из авторов теории относительности, следствия которой часто используются в произведении. В игре словосочетание «Врата Штейна» (яп. シュタインズ ゲート) записывается с помощью кандзи, как «Врата камня судьбы» (яп. 運命石の扉 Уммэйсэки но тобира). Иероглиф камня выбран потому, что слово «Stein» переводится с немецкого как «камень»; а слово «судьба» было добавлено для придания большего эффекта.

## Игровой процесс
Игровой процесс Steins;Gate не требует от игрока большого взаимодействия, поскольку большая часть игрового времени тратится на чтение текста, который появляется на экране, представляющего собой либо диалог между разными персонажами, либо мысли главного героя. Время от времени игроку будет предоставляться возможность выбрать один из нескольких вариантов ответа, который впоследствии повлияет на развитие сюжетной линии игры.
В точках принятия решений Steins;Gate предоставляет игроку функцию «телефонный триггер» (яп. フォーントリガー фо:н торига:), похожую на «триггер иллюзий» из Chaos;Head. Суть этой функции заключается в том, что когда главный герой получает от кого-либо текстовое сообщение, то игрок имеет возможность выбрать: ответить или проигнорировать вызов. Для ответа игроку нужно нажать на одно из выделенных синим цветом слов из текста принятого сообщения, после чего Ринтаро отправит соответствующее электронное письмо. Телефонные звонки и сообщения иногда способны лишь добавлять некоторые сюжетные сцены, но не сюжетную линию в целом, хотя в игре есть определённые моменты, где игроку нужно принять соответствующие меры. В зависимости от того или иного взаимодействия игрока с телефоном сюжет будет развиваться в определённом направлении. В некоторых случаях выбор ответа игроком изменяет окончание игры.

## Сюжет

### Истинная концовка
История начинается 28 июля 2010 года в японском районе Акихабара, примерно через год после событий, произошедших в Chaos;Head. Студент Токийского электротехнического университета по имени Ринтаро Окабэ приходит в существующее в реальной жизни здание «Радио кайкан» вместе со своей подругой Маюри Сииной с целью посетить конференцию по вопросам путешествий во времени, где находит тело убитой Курису Макисэ, одной из участниц конференции, в луже крови. В панике он выбегает на улицу и отсылает своему другу Дару электронное письмо, в котором сообщает о произошедшем, после сталкиваясь с загадочным феноменом, когда люди на улице внезапно исчезают, а о смерти Курису не знает никто. Однако уже через несколько часов он сталкивается с живой и невредимой Курису, чьё спасение Ринтаро связывает с тем самым электронным письмом, которое, как впоследствии выясняют главные герои, изменило прошлое, и пришло Дару за неделю до того, как Ринтаро его отправил.
Ринтаро является основателем «Лаборатории гаджетов будущего», члены которой занимаются созданием различных гаджетов. Вскоре он понимает, что один из таких гаджетов, «Мобиловолновка», на самом деле является машиной времени, способной отправлять сообщения в прошлое. Через некоторое время Ринтаро с друзьями узнаёт, что организация под названием SERN (пародия на CERN) занимается исследованием путешествий во времени, ставя опыты на людях, каждый из которых, вероятно, закончился смертельным исходом.
Явление, с которым Ринтаро столкнулся в «Радио кайкан», когда отправил письмо, изменившее прошлое, члены лаборатории называют «D-mail» (яп. Dメール ди мэ:ру), эксперименты с которыми значительно влияют на происходящее вокруг. Курису Макисэ становится членом лаборатории и помогает Ринтаро в его научных исследованиях. Впоследствии она также создаёт машину, передающую воспоминания в прошлое и позволяющую совершить временной прыжок при помощи образования чёрных дыр. Экспериментируя с отправкой писем, Ринтаро начинает попадать на различные временные ветки. Остальные герои не помнят того, что с ними происходило на других ветках, однако Ринтаро имеет способность под названием «Считывающий Штейнер», позволяющую ему помнить всё, что происходило с ним на других временных ветках.
Организация SERN узнаёт о наличии у «Лаборатории гаджетов будущего» машины времени и посылает отряд, чтобы конфисковать её. В ходе захвата лаборатории погибает Маюри, из-за чего Ринтаро при помощи машины передачи воспоминаний раз за разом переносит воспоминания в прошлое и пытается избежать смерти Маюри, однако что бы он ни делал, она всё равно погибает. Судзуха Аманэ, путешественница во времени, прибывает из будущего, в котором SERN, создав машину времени, захватила мир, во время, в котором живёт Ринтаро, и сообщает ему, что для предотвращения смерти Маюри нужно попасть на «Бета-линию», в которой она не погибает. Чтобы это сделать, Ринтаро необходимо отменить все «D-mail», которые изменяли прошлое, исполняя желания друзей. Ринтаро находит компьютер IBN 5100, и Дару, член лаборатории, взламывает систему SERN, удаляя информацию о «Лаборатории гаджетов будущего». Осознавая, что переход на бета-линию спасёт Маюри, но на этой линии умрёт Курису Макисэ, Ринтаро подвергается сомнениям, поскольку не хочет, чтобы кто-либо умирал. Курису узнаёт об этом и лично соглашается со своей смертью, чтобы не только спасти Маюри, но также предотвратить антиутопическое будущее человечества. Нехотя Ринтаро соглашается и возвращает мир на временную линию «Бета».
Через некоторые время с Ринтаро связывается Судзуха Аманэ, прибывшая из будущего мировой линии «Бета», где произошла Третья мировая война. По словам Судзухи, чтобы не допустить войну, необходимо предотвратить смерть Курису от рук её отца, доктора Накабати, который украл научную работу дочери и опубликовал под собственным именем. Ринтаро отправляется в прошлое и пытается спасти Курису от смерти, однако терпит поражение, случайно убив Курису своими руками. Он впадает в отчаяние, и Аманэ показывает ему видео, записанное им самим в будущем. Ринтаро говорит своему прошлому «я» о том, что способ спасти Курису существует: Ринтаро должен обмануть себя в прошлом, заставив поверить в её смерть, и, таким образом, достичь значения дивергенции в 1,048596 %, то есть перейти на мировую линию, которую Ринтаро называл «Врата Штейна». Ринтаро подвергает опасности собственную жизнь и со второй попытки спасает Курису. Ему удаётся обмануть прошлое и не дать Накабати сбежать с научной работой. Вернувшись на временную линию, которой не угрожает Третья мировая война, Ринтаро случайно встречает Курису, которую он спас от смерти.

### Альтернативные концовки
Роман состоит из одиннадцати глав. Различные выборы игрока на протяжении всей игры могут привести к альтернативным концовкам.
- Концовка Судзухи Аманэ. Ринтаро не посылает D-Mail, который помешал бы ему преследовать Судзуху. Чтобы предотвратить смерть Маюри, он постоянно возвращается в прошлое за два дня до этого. После бесчисленного числа прыжков во времени он теряет личность и эмоции, потому что проживает один и тот же день бесконечно. В конце концов, Судзуха замечает странное поведение Ринтаро. Она говорит, что он медленно «умрёт» изнутри, а мировая дивергенция не изменится. Они оба решают отправиться в прошлое, чтобы предотвратить мрачную антиутопию SERN, несмотря на то, что по прибытии оба, вероятно, потеряют память.
- Концовка Фейрис. Ринтаро не посылает D-Mail, который привёл бы к смерти отца Фейрис, но вернул бы ему IBN 5100. Вместо этого он посылает другой D-Mail, в котором призывает отца Фейрис не расставаться с компьютером. Разница дивергенции в 1 % достигается, но счётчик дивергенции показывает странное значение «.275349 %». На этой мировой линии никто из друзей Ринтаро не помнит его, но они с Фейрис живут вместе, вдвоём участвуя в карточных турнирах RaiNet Access Battlers. Ринтаро разочарован тем, что друзья его не помнят, но рад, что Маюри жива. Он решает начать новую жизнь вместе с Фейрис.
- Концовка Руки Урусибары. Ринтаро не посылает D-Mail, который меняет пол Руки обратно на мужской. Он полностью принимает ожидаемую смерть Маюри и больше не предпринимает никаких попыток её спасти. Ринтаро проводит с ней последние два дня, после чего Маюри умирает от сердечного приступа. Он и Рука решают провести остаток своей жизни вместе, разделив чувство горечи и печали, понятное только им двоим. В сцене после титров показано, что у них родился ребёнок.
- Концовка Маюри Сиины. Ринтаро вынужден сделать выбор между спасением Маюри или Курису. Осознавая свои чувства к Маюри, он и Курису решают вернуться на мировую линию бета, где происходит убийство Курису. После взлома базы данных SERN с помощью IBN 5100, разница дивергенции в 1 % достигается. Ринтаро клянётся сохранить воспоминания о Курису, Маюри становится его девушкой.
- Концовка Курису Макисэ является неполной истинной концовкой. Чтобы достичь её, необходимо несколько раз ответить на сообщения Курису по телефону, но в последнем выборе отказаться от ответа. Это позволяет Ринтаро и Курису признаться в своих чувствах. В отличие от истинной концовки, продолжения после титров нет, одиннадцатая глава романа закрыта, и смерть Курису не предотвращена.

## Разработка
Steins;Gate — вторая совместная работа 5pb. и Nitroplus после Chaos;Head. Как и предыдущая, эта игра построена на концепции «99% науки (реальности) и 1% фантазии». Разработкой Steins;Gate руководил Тиёмару Сикура. Персонажей романа создал Рёхэй Фукэ, также известный как «Huke» — иллюстратор серии игр Metal Gear и создатель франшизы Black Rock Shooter. «Гаджеты будущего» разработал Sh@rp. За сценарий были ответственны Наотака Хаяси (5pb) и Баё Симокура (Nitroplus). Продюсером являлся Тацуя Мацухара (5pb), художником-постановщиком — Тосо Пэхара (Nitroplus). Музыку к игре написали Такэси Або (5pb) и Тосимити Исоэ (Zizz Studio).  Сикура, Хаяси, Мацухара, Або и Исоэ ранее совместно работали над Chaos;Head. Название «Steins;Gate» не имело конкретного смысла, оно было образовано от немецкого слова «Stein», означающего «камень», и связано со знаменитым физиком Альбертом Эйнштейном.
Steins;Gate был вдохновлён более ранними визуальными романами, написанными Хироюки Канно. К ним относятся Eve Burst Error (1995) и, прежде всего, YU-NO: A Girl Who Chants Love at the Bound of this World (1996), где происходят путешествия во времени.
Мацухара, придумавший концепцию системы телефонных триггеров, рассказал, что изначально хотел включить в неё собственный мобильный телефон игрока. Однако от этой идеи пришлось отказаться из-за опасений, что она может противоречить японским законам о защите персональных данных. Когда Хаяси спросили, будет ли система телефонных триггеров использоваться в возможном продолжении игры, он ответил, что рассчитывает на отказ от её использования, вспоминая, как восклицал во время написания содержания текстовых сообщений: «Кто придумал эту систему!». Хотя Сикура не принимал непосредственного участия в написании сценария, Хаяси говорил, что он помогал с общим сюжетом и оказал содействие во второй половине истории. В частности, Сикура очень многое внёс в часть, связанную с аспектами истории о путешествиях во времени. Хаяси заявил, что, хотя он не желал, чтобы в сценарии повторялся один и тот же текст снова и снова, в конечном итоге это было неизбежно из-за того, что игроку приходилось путешествовать во времени, поэтому он старался подчеркнуть общий темп развития сюжета и то, как он разворачивался. Касаемо самой темы путешествий во времени, Хаяси полагал, что она кажется чрезмерно заезженной, и выразил беспокойство по этому поводу, услышав предложение Сикуры.
До анонса Steins;Gate на сайте 5pb. был размещён тизер, в котором игра называлась просто Project S;G, и говорилось, что это будет сотрудничество между 5pb. и Nitroplus. Nitroplus также намекали на это на своём сайте, посвящённом 10-летию компании. Мацухара, который также был продюсером Chaos;Head, ранее пояснял, что игра будет сосредоточена на Акихабаре и что проект с Nitroplus будет второй частью в серии «Научные романы» (яп. 科学ノベル кагаку нобэру). 12 июня 2009 года обратный отсчет истёк, и название Steins;Gate было раскрыто.
Кана Ханадзава рассказывала, что радовалась избранию на роль Маюри, так как считала, что возможность исполнить роль в серьёзной игре может выпасть не часто. Кроме того, она отметила, что игра даёт игроку больше острых ощущений, чем пугающих, и это побуждает его продолжить чтение.

## Выпуск продукции
О готовности романа к тиражированию стало известно 18 сентября 2009 года, спустя несколько недель, 7 октября 2009 года, у Steins;Gate появилась демоверсия, включающая в себя пролог и первую главу романа, доступная изначально исключительно подписчикам Xbox Live Gold. 14 октября демоверсия стала доступна для всех пользователей платформы. Игра была выпущена в стандартном и лимитированном издании 15 октября 2009 года. Лимитированное издание содержало в себе копию игры, модель «Гаджета будущего №3 Детектор лжи» и артбук в твёрдой обложке, который включал в себя иллюстрации, информацию о вселенной игры, а также комментарии сотрудников компании. На Windows игра была выпущена 26 августа 2010 года и содержала дополнение к сценам романа. 23 июня 2011 года портатирована на PlayStation Portable. В игру включены элементы из загружаемого содержимого версии для Xbox 360, а также новый вступительный ролик, новая открывающая и финальная тема. Для устройств Apple iOS выпущена 25 августа 2011 года. Порты игры для PlayStation 3 и PlayStation Vita с новым вступительным роликом были выпущены вместе со спин-оффом Steins;Gate: Darling of Loving Vows 24 мая 2012 года и 14 марта 2013 года соответственно. Ко всем копиям прилагался бесплатный билет в кино на предстоящий фильм. Версия для PlayStation 4, отличающаяся более высоким качеством материалов, чем предыдущие, под названием Steins;Gate HD была включена в комплект с первыми тиражами Steins;Gate 0 в Японии. Через обратную совместимость версия для Xbox 360 стала доступна и на Xbox One 19 мая 2017 года вместе со спин-оффами Steins;Gate: Darling of Loving Vows и Steins;Gate: Linear Bounded Phenogram.
На выставке Anime Expo 2013 компания JAST USA объявила, что лицензирует PC-версию игры в Северной Америке. Игра была выпущена 31 марта 2014 года в ограниченном издании, а также в цифровом виде. Ограниченное издание содержало коллекционный бокс, фан-книгу с иллюстрациями, набор репликаций значков «Лаборатории гаджетов будущего», руководство и диск с игрой. Позже последовал выпуск физических стандартизированных изданий. 16 декабря 2014 года PQube объявила, что выпустит версии игры для PlayStation 3 и PlayStation Vita в Северной Америке и Европе в 2015 году. 1 мая 2018 года компания Spike Chunsoft получила у Mages/5pb права на издание Steam-версии игры.

## Синопсис

### Сеттинги тематика
В романе «Врата;Штейна» находят отражение достопримечательности квартала Акихабара, такие как «Радио Кайкан». По словам Тиёмару Сикуры, главного разработчика игры, Акихабара стала центральным местом действия потому, что считается кварталом с доступными для техников электронными комплектующими, а лейтмотивом романа является научно-фантастическая тема путешествий во времени. Не малую роль во «Вратах;Штейна» играет и анализ причинно-следственных связей. Протагонист вынужден перемещаться в прошлое в попытке изменить будущее, каждый раз меняя план действий. Помимо этого, роман содержит в себе элементы твёрдой научной фантастики.

## Персонажи
Ринтаро Окабэ (яп. 岡部倫太郎 Окабэ Ринтаро:) — 18-летний студент первого курса Токийского электротехнического университета. Основатель «Лаборатории гаджетов будущего» в Акихабаре, где проводит большую часть свободного времени. Сотрудник лаборатории, или LabMem, № 001. Эксцентричный юноша, провозгласивший себя сумасшедшим учёным. Часто использует псевдоним Кёма Хооин (яп. 鳳凰院凶真 Хо:о:ин Кё:ма). Среди друзей также известен как «Окарин». Постоянно говорит о некой таинственной «Организации», которая следит за ним; разговаривает сам с собой по телефону, специально создавая образ чокнутого, высокомерного человека. Носит белый лабораторный халат. Обладает уникальной возможностью помнить события предыдущих мировых линий после искажений, которой дал название «Считывающий Штейнер» (англ. Reading Steiner).
На самом деле Ринтаро — добросердечный человек, помогающий попавшим в беду ближним. Создал образ «сумасшедшего учёного» только для того, чтобы помочь Маюри Сиине, подруге детства, перенести утрату бабушки. Более того, он защитил Руку Урусибару, когда на того напали хулиганы, и с того времени стал для него примером для подражания.
Сэйю: Мамору Мияно
Маюри Сиина (яп. 椎名まゆり Си:на Маюри) — 16-летняя, слегка легкомысленная подруга детства Ринтаро. LabMem № 002. Занимается созданием костюмов для косплея и работает неполный рабочий день официанткой в мэйд-кафе. Посещает второй курс частной подготовительной школы при университете. Называет себя Маюси (яп. まゆしぃ), смешивая имя с фамилией. Коронное слово: туттуру (яп. トゥットゥルー туттуру:), используется в качестве приветствия или междометия. За несколько лет до событий романа при неизвестных обстоятельствах потеряла бабушку и перестала разговаривать, и, тогда Окабэ объявил себя «сумасшедшим учёным», а Маюри — своей «заложницей», после чего она вновь стала говорить.
Сэйю: Кана Ханадзава
Итару «Дару» Хасида (яп. 橋田”ダル”至 Хасида Итару) — 19-летний студент первого курса Токийского электротехнического университета. LabMem № 003. Хакер, отлично разбирающийся как в аппаратном, так и в программном обеспечении компьютера. Также знаком со всем, что относится к культуре отаку. Ринтаро и Маюри дали ему прозвище «Дару» (яп. ダル). Ринтаро также иногда называет его «супер-хакер» (яп. スーパーハカー су:па: хака:), хотя сам он предпочитает называть себя просто «хакер» (яп. ハッカー хакка:). Его часто раздражает бредовое поведение Ринтаро. Появился в романе Robotics;Notes под псевдонимом «DaSH» (от Daru Super Hacker) и в сиквеле Robotics;Notes DaSH.
Сэйю: Томокадзу Сэки
Курису Макисэ (яп. 牧瀬紅莉栖 Макисэ Курису) — главная героиня игры, 18-летняя талантливая исследовательница неврологии в американском университете. LabMem № 004. Хорошо знает английский язык. Экстерном окончила американскую школу, в 17 лет опубликовала статью во всемирно известном журнале Science (в аниме название заменено на Sciency). Ринтаро часто называет её ассистенткой (яп. 助手 Дзёсю) или придуманным им прозвищем — Кристина (яп. クリスティーナ Курисути:на) (саму Курису это очень раздражает). Она — тихая цундэрэ, хотя всякий раз возражает, когда её так называют. Находится в сложных отношениях со своим отцом и не виделась с ним несколько лет. Пишет на @chan (аналог 2channel в игре) под ником «КуриГохан и Камэхамэха». Этот ник можно увидеть в девятом эпизоде Robotics;Notes в соцсети TwiPo (пародия на Twitter).
Сэйю: Асами Имаи
Моэка Кирю (яп. 桐生萌郁 Кирю Моэка) — 20-летняя девушка, познакомившаяся с Ринтаро в Акихабаре. LabMem № 005. По сюжету, разыскивает в Акихабаре ретро-компьютер IBM 5100. Чрезвычайно дорожит своим мобильным телефоном и очень волнуется, когда кто-либо к нему прикасается. Она очень застенчива, в связи с чем предпочитает реальному общению обмен электронными письмами, использует телефон для разговора с человеком, даже когда тот находится в непосредственной близости от неё, за что получила от Ринтаро прозвище «Сверкающий палец» (яп. 閃光の指圧師 (シャイニング・フィンガー) сяйнингу финга:). Это, однако, маска, за которой она скрывает совершенно иную, коварную личность.
Сэйю: Саори Гото
Рука Урусибара (яп. 漆原るか Урусибара Рука) (Лука в английской версии игры и переводе «Ваканим Россия», возраст — 16 лет) — LabMem № 006. Юноша с женскими чертами лица и характера, в связи с чем внешне неотличим от девушки. Работает в синтоистском храме своего отца. Носит одежду, характерную для мико. Ринтаро обычно обращается к нему как «Рукако» (яп. ルカ子), что в японском языке характерно для женских имён. Близкий друг Маюри.
Сэйю: Ю Кобаяси
Фейрис Нян-Нян (яп. フェイリス ニャンニャン Фэйрису Нян Нян) (в русском издании манги Фелис, настоящее имя Румихо Акиха (яп. 秋葉留未穂 Акиха Румихо), возраст — 17 лет) — LabMem № 007. Работает в тематическом мейд-кафе «Mayqueen Nyan-Nyan» и является там самой популярной официанткой. Живёт, не выходя из театрального образа нэко. Обладает выдающимися способностями к игре RaiNet Access Battlers, из-за чего не испытала ни одного поражения в ней. Склонная добавлять в речи частицу «ня» (яп. ニャン).
Сэйю: Харуко Момои
Судзуха Аманэ (яп. 阿万音鈴羽 Аманэ Судзуха), настоящее имя Судзу Хасида (яп. 橋田 鈴 Хасида Судзу) Возраст — 18 лет. LabMem № 008. Работает неполный рабочий день у Юго Тэннодзи. Любит кататься на велосипеде и по какой-то причине не ладит с Курису. Путешественник во времени из будущего, писавшая в интернете сообщения от имени Джона Тайтора. Дочь Итару и Аманэ Юки, которой было предсказано родить через 7 лет, как раз в год рождения Судзухи. Центральный персонаж манги Steins; Gate: Bōkan no Rebellion.
Сэйю: Юкари Тамура
Юго Тэннодзи (яп. 天王寺 裕吾 Тэнно:дзи Ю:го) — владелец дома, в котором Ринтаро снимает квартиру под лабораторию. Владеет магазинчиком-мастерской по ремонту телевизоров на первом этаже. Живёт со своей дочерью Наэ. Очень крупный и сильный, имеет внешность «качка», грубый и нетерпеливый по отношению к Окабэ. Ринтаро дал ему прозвище «Мистер Браун» за его страсть к электронно-лучевым трубкам (англ. Braun tube) телевизора. Центральный персонаж манги Steins;Gate: Onshū no Braunian Motion.
Сэйю: Масаки Тэрасома
Наэ Тэннодзи (яп. 天王寺 綯 Тэнно:дзи Наэ) — дочь Юго, хорошо ладит с Судзухой и Маюри, но боится Ринтаро. Появляется в Robotics;Notes и Robotics;Notes DaSH как сотрудник JAXA.
Сэйю: Аяно Ямамото
Доктор Накабати (яп. ドクター中鉢 Докута: Накабати) — отец Курису и один из главных антагонистов романа. Его желание затмить дочь в научной сфере в конечном счёте приведёт к Третьей мировой войне. Настоящее имя: Сёити Макисэ (яп. 牧瀬 章一 Макисэ Сё:ити).
Сэйю: Мицуру Огата

## Манга
26 сентября 2009 года манга-адаптация с иллюстрациями Сарати Ёми начала выходить в журнале Monthly Comic Alive издательства Media Factory. Хотя манга была опубликована до визуального романа, история вдохновлена игрой.
Кроме этого, существует ещё четыре вариации истории манги.
- Steins;Gate: Bōkan no Rebellion (яп. STEINS;GATE 亡環のリベリオン Сютаиндзу Гэ:то Бо:кан но Рэбэрион) с иллюстрациями Кэндзи Мидзуты начала публиковаться в журнале Monthly Comic Blade издательства Mag Garden в феврале 2010 года. Манга сосредоточена на Судзухе Аманэ, события повествуются с её точки зрения.
- Steins;Gate: Onshū no Braunian Motion (яп. STEINS;GATE 恩讐のブラウニアンモーション Сютандзу Гэ:то Онсю: но Бурауниан Мо:сён) с иллюстрациями Такэси Мидзогути публикуется в веб-журнале Famitsu Comic Clear, рассказ идёт с позиции Юго Тэннодзи[81].
- Steins;Gate: Shijō Saikyō no Slight Fever (яп. STEINS;GATE 史上最強のスライトフィーバー Сютаиндзу Гэ:то Сидзё: Сайкё: но Сураито Фи:ба:) с иллюстрациями Юдзухары Мориты начала публиковаться в журнале Comptiq издательства Kadokawa Shoten в феврале 2011 года, в октябре 2011 года переехал в журнал Monthly Shonen Ace. Манга сосредоточена на главной героине Курису Макисэ, рассказ ведётся с её точки зрения.
- Steins;Gate: Hiyoku Renri no Sweets Honey (яп. STEINS;GATE 比翼恋理のスイーツはにー Сютайндзу Гэ:то Хиёку Рэнри но Суи:цу Хани:) начала публиковаться в Comic Blade в августе 2011 года.

Комедийная спин-офф манга под названием Steins;Gate! (яп. しゅたいんず・げーと) с иллюстрациями Нини начала публиковаться в журнале Monthly Comic Alive издательства Media Factory в марте 2011 года.
Книга, содержащая информацию и дизайн Steins;Gate, была опубликована Enterbrain 26 февраля 2010 года.

## Аниме

### Steins;Gate
25 июля 2010 года Тиёмару Сикура объявил на своей странице в Twitter, что игра Steins;Gate будет адаптирована в аниме. Более подробная информация об адаптации стала известна в сентябре 2010 года из журналов Newtype и Comptiq. 24-серийная адаптация проводилась компанией White Fox и вышла в эфир в Японии 5 апреля 2011 года. Режиссёрами аниме стали Хироси Хамасаки и Такуя Сато, сценаристом — Дзюкки Ханада, композиторами — Такэси Або и Дзюн Мураками. В июне Funimation Entertainment лицензировала сериал на английском языке в Северной Америке.
22 февраля 2012 года на девятом Blu-Ray вышел специальный эпизод о путешествии Окабэ, Дару, Маюри и Руки в Америку, названный «Эпидемия пориомании» (яп. 横行跋扈のポリオマニア О:ко:бакко но пориоманиа).
В конце 24 серии был показан десятисекундный тизер, объявляющий о съёмках полнометражного аниме.

### Steins;Gate: The Movie − Load Region of Déjà Vu
Весной в 2013 году в Японии состоялась премьера полнометражного фильма под названием Gekijouban Steins;Gate: Fuka Ryouiki no Déjà vu (яп. 劇場版 STEINS;GATE 負荷領域のデジャヴ Гэкидзё:бан Сютаиндзу Гэ:то Фука рё:ики но дэдзя бу, «Фильм „Врата Штейна: Область загрузки дежавю“»). Начало фильма происходит в Японии осенью 2010 года. Курису приезжает на научную конференцию, и на следующий день ей приходится столкнуться с невероятным — Окарин исчезает прямо у неё на глазах, а окружающие ведут себя так, словно его никогда не существовало. Фильм был снят на студии White Fox режиссёром Кандзи Вакабаяси.

### Steins;Gate: Soumei Eichi no Cognitive Computing
Премьера четырех эпизодов ONA Steins;Gate: Soumei Eichi no Cognitive Computing (яп. STEINS;GATE 聡明叡智のコグニティブ・コンピューティング Сютаидзу Гэ:то Со:мэй эйти но когунитибу компю:тингу, «Врата Штейна: Великая мудрость когнитивного компьютера») состоялась осенью 2014 года в Японии. Они были сняты по заказу IBM Japan, чтобы продвинуть технологии когнитивных компьютеров, на студии White Fox режиссёром Кэнъитиро Муракавой.

### Steins;Gate: Kyoukaimenjou no Missing Link — Divide By Zero
Осенью 2015 года в Японии вышел специальный эпизод Kyoukaimenjou no Missing Link (яп. 境界面上のミッシングリンク Кё:каймэндзё: но миссингу ринку, «Нахождение недостающего звена»). Первая половина полностью повторяет 23 серию оригинального сериала, но события второй отличаются тем, что Маюри не поощряет Окарина на вторую попытку спасти Курису, а жалеет и отказывает Судзухе, в результате чего переход на временную линию «Врата Штейна» не произошёл и герои остались на прежней, что привело к событиям Steins;Gate 0.

### Steins;Gate 0
Выход нового 23-серийного сериала состоялся весной 2018 года.

### Steins,Gate 0: Valentine’s of Crystal Polymorphism — Bittersweet Intermedio
Дополнительный эпизод сериала «Врата;Штейна 0», посвящённый Дню Святого Валентина, под названием Kesshoutakei no Valentines (яп. 結晶多形のヴァレンティヌス Кэссё:такэй но Барэнтайнусу, «Валентинов кристаллический полиморфизм») вышел зимой 2018 года в Японии.

## Музыка и радиопостановки
В Steins;Gate четыре основные музыкальные темы:
- «Sky Clad Observer», открывающая тема. Исполнитель — Канако Ито, автор текста — Тиёмару Сикура[87]. Сингл «Sky Clad Observer» вышел 28 октября 2009 года[87].
- «Another Heaven», одна из двух закрывающих тем. Исполнитель — Канако Ито, автор текста — Ёсихиро Суда[87].
- «Unmei no Farfalla» (яп. 運命のファルファッラ Уммэй но Фаруфарра)", вторая закрывающая мелодия. Исполнитель — Юи Сакакибара, автор текста — Тацухи Хаяси. Сингл вышел 25 ноября 2009 года[88].
- «Technovision», музыкальная вставка в исполнении Канако Ито. «Technovision» была включена в альбом Ито Stargate, вышедший 26 августа 2009 года[89].

Саундтрек к игре вышел 3 февраля 2010 года на двух дисках в связке из трёх. В него вошли и записи интернет-радио, фоновая музыка из игры, а также укороченные вокальные версии треков. Клавир треков также включили в саундтрек. В 4-м эпизоде звучит песня «Watashi☆LOVE na☆Otome!» Afilia Saga East, также её можно услышать в продолжении игры Steins;Gate.
Музыкальная тема в аниме делится на две части: открывающая и закрывающая. В качестве открывающей заставки используется сингл Канако Ито «Hacking to the Gate». Первые 22 серии играет первая часть песни, в сериях 23 и 24 — вторая. В качестве закрывающей темы используется «Tokitsukasadoru Juuni no Meiyaku» (яп. 刻司ル十二ノ盟約) в исполнении Юи Сакакибары (в конце титров она упоминается как FES, участница группы «Фантазм» (яп. ファンタズム) из Chaos;Head), звучит первые 21 серии. В 22 серии в качестве закрывающей темы используется один из фоновых треков к аниме, «Gate of Steiner», в сериях 23 и 24 используются «Sky Clad no Kansokusha» и «Another Heaven» соответственно в исполнении Канако Ито. Саундтрек к аниме, Steins;Gate Original Soundtrack, вышел 27 июля 2011 года, в комплекте с STEINS; GATE Vol.2 [Limited Edition] [Blu-ray].
Авторы фоновой музыки к аниме-сериалу — Такэси Або и Дзюн Мураками.

## Восприятие

### Визуальные романы
| Сводный рейтинг | Сводный рейтинг | Сводный рейтинг |
| Издание         | Оценка          | Оценка          |
| Издание         | PS4             | PS Vita         |
| --------------- | --------------- | --------------- |
| GameRankings    | 88,92 %         | 83,14 %         |

Мэган Салливан из IGN положительно оценила визуальный роман Steins;Gate. Во время игры она наслаждалась тем, как Ринтаро взаимодействует со своими друзьями, и элементами науки в сюжете игры. Она также была удивлена тем, какие трудные решения ему приходилось принимать во время игры, признаваясь, что иногда ей приходилось плакать, нажимая кнопку «отправить» на телефоне Ринтаро. Единственное, что разочаровало Мэган в истории Steins;Gate, — это элементы романтики во второй половине игры. Она считала, что в реальной жизни девушки не могли проявить к Ринтаро романтических чувств, когда тот пытался забрать у них то, что приносило им счастье.

### Аниме-адаптации
| Зрительский рейтинг      | Зрительский рейтинг      | Зрительский рейтинг      |
| (на 21 января 2011 года) | (на 21 января 2011 года) | (на 21 января 2011 года) |
| ------------------------ | ------------------------ | ------------------------ |
| Сайт                     | Оценка                   | Голосов                  |
| Anime News Network       | · ссылка                 | 13117                    |
| AniDB                    | · ссылка                 | 19096                    |

| 1 | Пролог начала и конца «Хадзимари то Овари но Пуроро:гу» (始まりと終わりのプロローグ)               | 5 апреля 2011 года                                |
| 28 июля 2010 года одержимый манией преследования учёный Ринтаро Окабэ со своей подругой Маюри Сииной посещает семинар, посвящённый путешествиям во времени. Там он покупает ей игрушку — металлического Упу, которую та почти сразу же и теряет. Во время лекции основного докладчика, профессора Накабати, Ринтаро заявляет, что теория путешествий во времени списана с истории Джона Тайтора, в 2000 году утверждавшего, что он является путешественником во времени. Во время спора его уводит из аудитории девушка-учёная Курису Макисэ и заявляет, что Ринтаро пытался ей что-то сказать пятнадцать минут назад. Ринтаро убегает от неё и получает странное видео-сообщение. Находясь в коридоре здания, он слышит крик и, отправившись разыскивать его источник, находит труп Курису Макисэ. Однако после того, как он отправляет сообщение о трупе своему другу Хасиде Итару, он обнаруживает, что вокруг него многое изменилось и его воспоминания расходятся с воспоминаниями других людей, а в здание, где проводились семинары, «РадиоХолл», врезался спутник. Ринтаро обнаруживает, что сообщение, которое он, казалось, несколько минут назад отправил Итару, на самом деле было отправлено неделей ранее. Отправившись в университет, он встречает там живую Курису.                                                       | |                                                   |
| 2 | Паранойя путешествий во времени «Дзикан Тё:яку но Паранойа» (時間跳躍のパラノイア)                 | 12 апреля 2011 года                               |
| Ринтаро посещает лекции Курису по поводу путешествий во времени, которые она опровергает, и вступает с ней в спор. Ринтаро пытается найти подробную информацию о Джоне Тайторе. В магазин ЭЛТ-телевизоров под лабораторией устраивается на подработку восемнадцатилетняя Судзуха Аманэ. Курису посещает «Лабораторию гаджетов будущего», где несколькими минутами ранее её члены провели странный эксперимент, в результате которого помещённый в микроволновку банан оттуда исчез и, словно никогда не отрывавшийся, снова оказался в грозди, но уже в разжиженном состоянии. | |                                                   |
| 3 | Паранойя параллельного мира «Хэйрэцу Катэй но Паранойа» (並列過程のパラノイア)                     | 19 апреля 2011 года                               |
| Ринтаро делает предположение, что созданная ими микроволновая печь может быть машиной времени, и принимает Курису в ряды сотрудников Лаборатории. Ринтаро просит Итару взломать сайт организации SERN, которая, по его предположению, может иметь отношение к происходящим событиям. Взломав сайт, но не получив к нему полного доступа, они узнают, что в организации проводились эксперименты с микро-чёрными дырами, в результате которых погиб некий человек. | |                                                   |
| 4 | Рандеву с блуждающими абстракциями «Ку:ри Хо:ко: но Рандэву:» (空理彷徨のランデヴー)               | 26 апреля 2011 года                               |
| Ринтаро узнаёт, что для дальнейшей расшифровки информации сайта SERN ему необходимо заполучить старый компьютер IBN 5100, что ему и удаётся. | |                                                   |
| 5 | Рандеву с коллизией электрических разрядов «Дэнка Сё:тоцу но Рандэву:» (電荷衝突のランデヴー)      | 3 мая 2011 года                                   |
| После наладки IBN 5100 члены Лаборатории узнают, что в SERN несколько раз проводились эксперименты по отправке человека в прошлое, однако каждый из них заканчивался неудачей: человек превращался в желе (как происходило с бананом в их экспериментах). | |                                                   |
| 6 | Дивергенция эффекта бабочки «Тё:ёку но Дайба:дзэнсу» (蝶翼のダイバージェンス)                      | 10 мая 2011 года                                  |
| Члены Лаборатории обсуждают возможность усовершенствовать свою микроволновую печь. Им удаётся установить, что сообщения (которые они назвали D-Mail, что является сокращением от DeLorean Mail и является отсылкой к кинотрилогии «Назад в будущее») возможно отправлять в прошлое только в определённое время. При этом одна секунда работы печи отправляет сообщение на час назад (когда к ней подсоединён телефон, что и случилось во время отправки первого D-Mail 28 июля). Ринтаро принимает в ряды членов Лаборатории Моэку Кирю, девушку, по неизвестной причине также заинтересованную в работе с IBN 5100. | |                                                   |
| 7 | Дивергенция сдвига «Дансо: но Дайба:дзэнсу» (断層のダイバージェンス)                               | 17 мая 2011 года                                  |
| После усовершенствования микроволновой печи Ринтаро решает попытаться изменить историю, отправив в прошлое информацию о выигрышных числах лотереи. После отправки сообщения настоящее изменяется: информацию о числах получил Рука, а сам Ринтаро якобы ещё не проводил в Лаборатории эксперимент (при этом о произошедшем помнит только он). | |                                                   |
| 8 | Гомеостаз фантазий «Мугэн но Хомэосутасису» (夢幻のホメオスタシス)                                 | 24 мая 2011 года                                  |
| Ринтаро соглашается на просьбу Моэки отправить D-Mail (в котором говорится, чтобы та купила новый телефон), после чего перемещается в реальность, в которой ни Моэка, ни IBN 5100 в Лаборатории никогда не появлялись. На следующий день Рука просит отправить в прошлое сообщение своей матери с просьбой есть определённые продукты, что, по его мнению, приведёт к тому, что его мать родит не сына, а дочь, — Рука мечтает изменить свой пол. Ринтаро заявляет, что для того, чтобы получить право отправлять D-Mail, нужно быть сотрудником Лаборатории, и принимает Руку сотрудником № 006, после чего и отправляет сообщение. Ринтаро снова перемещается в другую реальность, но не замечает никаких изменений. | |                                                   |
| 9 | Гомеостаз иллюзий «Гэнсо: но Хомэосутасису» (幻相のホメオスタシス)                                 | 31 мая 2011 года                                  |
| В Лаборатории Ринтаро обнаруживает, что исчезнувший компьютер IBN 5100 никогда не появлялся и там, где он нашёл его первоначально — в храме. Предполагая, что в поисках может помочь Фейрис, чья семья, как оказывается, владеет Акихабарой, он с коллегами отправляется к ней домой, где та изъявляет желание помочь в обмен на отправку D-Mail на 10 лет назад. Ринтаро соглашается, даже не зная о чём сообщение, и после очередного изменения реальности обнаруживает серьёзные изменения вокруг: Акихабара больше не является центром аниме-индустрии. | |                                                   |
| 10 | Гомеостаз сдвоенного роста «Со:сэй но Хомэосутасису» (相生のホメオスタシス)                        | 7 июня 2011 года                                  |
| В новой реальности Ринтаро узнаёт, что Рука в ней является девушкой. Неизвестный присылает Ринтаро сообщение о том, что «за ним наблюдают». Ринтаро обсуждает с Судзухой ситуацию вокруг её личной жизни: та заявляет, что должна уехать из Токио, поскольку не смогла найти там своего отца, которого долго разыскивала. После того, как это происходит, Ринтаро снова отправляет D-Mail, чтобы остановить Судзуху. | |                                                   |
| 11 | Догма горизонта событий «Дзику: Кё:кай но Догума» (時空境界のドグマ)                               | 14 июня 2011 года                                 |
| Ринтаро обнаруживает, что работающий телевизор, находящийся в магазине ЭЛТ телевизоров под помещением Лаборатории, является своего рода ускорителем для отправки D-Mail. Курису высказывает идею, согласно которой возможен перенос воспоминаний человека в прошлое. Судзуха заявляет, что Курису является агентом SERN, однако девушка это отрицает. Курису рассказывает Ринтаро, что она уже долгое время в конфликте с отцом, также являющимся учёным. | |                                                   |
| 12 | Догма предела статичности «Сэйси Гэнкай но Догума» (静止限界のドグマ)                              | 21 июня 2011 года                                 |
| Благодаря обнаруженной возможности использовать для своих экспериментов Большой Адронный Коллайдер, Курису создаёт машину временно́го дублирования, с помощью которой, как она предполагает, будет возможна отправка в прошлое мыслей человека. Однако Ринтаро решает, что они уже и так зашли слишком далеко, и объявляет о том, что эксперимент не состоится и, более того, они вскоре объявят о своих открытиях миру. Вскоре, когда в Лаборатории находились четверо её членов, в комнату врывается группировка из SERN, Rounder's, одним из членов которой оказывается Моэка. Моэка убивает Маюри выстрелом из пистолета в голову. | |                                                   |
| 13 | Метафизический некроз «Кэйдзидзё: но Нэкуро:сису» (形而上のネクローシス)                           | 28 июня 2011 года                                 |
| В Лабораторию врывается Судзуха и обезвреживает всех членов группировки, кроме Моэки. Воспользовавшись переполохом, Ринтаро быстро отправляет свои воспоминания в прошлое, где пытается изменить ход событий. Однако Маюри всё равно погибает, но уже под колёсами автомобиля. После этого Ринтаро снова отправляет воспоминания в прошлое, и Маюри снова погибает, в этот раз в результате несчастного случая под колёсами поезда. | |                                                   |
| 14 | Физический некроз «Кэйдзика но Нэкуро:сису» (形而下のネクローシス)                                 | 5 июля 2011 года                                  |
| После нескольких неудачных попыток самостоятельно уберечь Маюри от гибели Ринтаро обращается за помощью к Курису и рассказывает ей правду. Та предполагает, что в прошлом произошло событие, толкающее события к смерти Маюри, и заявляет, что её смерти не помешает даже несоздание машины временного дублирования. Подслушавшая их разговор Судзуха соглашается с мнением Курису и заявляет, что она и есть человек, известный под именем Джон Тайтор. | |                                                   |
| 15 | Некроз недостающего звена «Бо:кандзё: но Нэкуро:сису» (亡環上のネクローシス)                       | 12 июля 2011 года                                 |
| Судзуха объясняет, что SERN построила машину времени и в будущем с её помощью захватила власть, а сама Судзуха была одной из тех, кто боролся с SERN. По её словам, и Ринтаро, и Курису погибли в 2036 году, причём Ринтаро был лидером группировки сопротивления, а Курису — одной из разработчиков той самой машины времени. Судзуха приходит к выводу, что будущее можно изменить, если с помощью ныне пропавшего IBN 5100 стереть из базы данных SERN сведения о D-Mail. Для этого она планирует отправиться в прошлое с помощью машины времени, созданной её отцом, способной перемещаться только в прошлое и доставившей её в 2010 год, но девушка обнаруживает, что машина — тот самый «спутник, врезавшийся в здание "РадиоХолл" 28 июля» — сломана. Чтобы осуществить план, Ринтаро сначала переносит свои воспоминания на 5 часов назад, а затем ещё на двое суток, чтобы за оставшееся до смерти Маюри время успеть починить машину времени. Хасида начинает этим заниматься. В это время Ринтаро и Судзуха пытаются разыскать отца последней по единственной зацепке — значку, который он некогда носил. | |                                                   |
| 16 | Необратимый некроз «Фукагаку но Нэкуро:сису» (不可逆のネクローシス)                                | 19 июля 2011 года                                 |
| Хасиде удаётся починить машину времени, а Маюри в последний момент обнаруживает, что название машины (FG 204 = Future Gadget 204), а такие другие косвенные признаки указывают, что именно Хасида является отцом Судзухи. Судзуха отправляется в 1975 год в надежде отыскать IBN 5100. В тот же вечер члены Лаборатории получают написанное Судзухой в 2000 году письмо, из которого следует, что у неё ничего не получилось, так как в машине времени осталась неисправность — попав в 1975 год, девушка потеряла память и вспомнила всё лишь в 2000 году. Юго рассказывает, что в том же году Судзуха покончила с собой. Ринтаро отправляет себе D-Mail, чтобы ранее не останавливать её — девушка ещё тогда планировала отправиться в 1975, но Ринтаро задержал её, а машину времени залило дождем, из-за чего она и сломалась. В новой реальности Судзуха не покончила с собой, а умерла от болезни, найдя IBN 5100 и передав его на сохранение отцу Фейрис. | |                                                   |
| 17 | Комплекс искажения мнимого изображения «Кёдзо: Вайкёку но Компурэккусу» (虚像歪曲のコンプレックス) | 26 июля 2011 года                                 |
| Несмотря на произошедшие события, смерть Маюри была отложена только на сутки. После очередной отправки воспоминаний Ринтаро подробно рассказывает Курису ситуацию и та делает предположение, что для спасения Маюри путём заполучения IBN 5100 необходимо последовательно отменить несколько предыдущих D-Mail. Первым Ринтаро пытается отменить отправку D-Mail Румихо: той удаётся вспомнить, что с помощью письма она предотвратила смерть своего отца (отправив ему сообщение, что она якобы в заложниках, чтобы он не полетел на самолёте, которому было суждено разбиться). Однако Румихо, услышав историю о Маюри, соглашается вернуть всё вспять и отправляет новый D-Mail, в котором передаёт своему отцу, что сообщение о похищении — шутка. Ринтаро переходит в новую реальность, в которой Акихабара — снова центр моэ-культуры, а отец Румихо не продал переданный ему на сохранение IBN 5100 для спасения дочери, а успешно передал его в храм. | |                                                   |
| 18 | Андрогенез самоподобного объекта «Дзико Со:дзи но Андорогюносу» (自己相似のアンドロギュノス)       | 2 августа 2011 года                               |
| Ринтаро просит Руку сказать номер пейджера её матери, чтобы отменить её D-Mail. Хотя поначалу она не верит в историю о спасении Маюри, однако вскоре соглашается на это при условии, что Окарин на день станет её парнем. Они проводят свидание. Рука отправляет в прошлое новый D-Mail, после чего снова становится парнем и не ломает IBN 5100 во время уборки в храме год назад. | |                                                   |
| 19 | Апоптоз бесконечной цепи «Мугэн Рэнса но Апото:сису» (無限連鎖のアポトーシス)                      | 9 августа 2011 года                               |
| Ринтаро планирует уговорить Моэку отменить и свой D-Mail, однако находит девушку мёртвой — та покончила с собой несколькими часами ранее. Отправив в прошлое свои воспоминания, он приходит к Моэке и, отбирая у неё телефон, отправляет D-Mail в прошлое (чтобы та не покупала новый телефон), однако ничего не происходит. Он понимает, что Моэка в тот раз отправила D-Mail, в котором послала себе сообщение забрать из храма IBN 5100. Ринтаро посылает D-Mail с просьбой этого не делать, однако снова ничего не происходит, и он понимает, что Моэка в прошлом просто не поверила новому сообщению. Тогда Ринтаро решает послать ей сообщение с телефона того, кого она больше всего уважает и в то же время боится — некой FB — и отправляется на её поиски. | |                                                   |
| 20 | Апоптоз исчезнувшего недовольства «Эндза Дандзэцу но Апо:тосису» (怨嗟断絶のアポトーシス)          | 16 августа 2011 года                              |
| Ринтаро удаётся узнать, что загадочная FB, управляющая Rounder's, — «мистер Браун», продавец магазина, над которым находится Лаборатория. Рассказав о том, кто он такой, Юго убивает Моэку, а затем кончает жизнь самоубийством. С телефона Юго Окарин отправляет D-Mail Моэке, после чего возвращается к мировой линии, в которой оба они живы, а Лаборатория владеет IBN 5100. Ринтаро поручает Хасиде взломать SERN и стереть данные о D-Mail, однако внезапно понимает, что это вернет его на ту мировую линию, в которой Курису была зарезана. | |                                                   |
| 21 | Расплавление причинности «Ингарицу но Мэруто» (因果律のメルト)                                     | 23 августа 2011 года                              |
| Поняв это, Ринтаро отменяет решение взломать SERN. Он пытается придумать другой способ спасти Маюри, однако та снова погибает. Ринтаро снова переносит свои воспоминания в прошлое. | |                                                   |
| 22 | Расплавление понимания существования «Сондзай Рёкай но Мэруто» (存在了解のメルト)                  | 30 августа 2011 года                              |
| Ринтаро и Курису обсуждают возникшую ситуацию. Оба признаются друг другу в любви. Прежде чем поцеловаться, Курису просит Ринтаро закрыть глаза. По настоянию Курису Ринтаро поручает Хасиде взлом SERN и удаление информации о D-Mail. После того, как это происходит, Ринтаро возвращается в мировую линию, в которой всё и начиналось и в которой Курису мертва, а Маюри — нет. С Ринтаро связывается прибывшая из 2036 года Судзуха и сообщает, что тот должен предотвратить Третью мировую войну. | |                                                   |
| 23 | На границе Врат Штайна «Кё:кай Мэндзё: но Сютайндзу Гэ:то» (境界面上のシュタインズゲート)          | 6 сентября 2011 года                              |
| Судзуха утверждает, что войну можно остановить, если спасти Курису от гибели. Вместе с ней Ринтаро на машине времени отправляется в прошлое, где прячется в комнате, в которой он когда-то нашёл труп Курису, и становится свидетелем её ссоры с отцом, которым оказался профессор Накабати. Решив, что именно он убьёт Курису, Ринтаро нападает на него, но случайно убивает Курису и понимает, что сам является её убийцей, после чего издает тот самый крик, который он из прошлого слышал 28 июля. После этого Судзуха говорит Ринтаро, что теперь он может посмотреть видео-сообщение, полученное им 28 июля. Им оказывается послание Ринтаро самому себе из будущего, в котором тот рассказывает о том, что на самом деле необходимо сделать: уничтожить документ о машинах времени, который Курису передала Накабати при встрече, и «обмануть Ринтаро из прошлого» — сделать так, чтобы он считал, что Курису погибла, при том, чтобы она осталась живой. | |                                                   |
| 24 | Пролог Конца и Начала «Овари то Хадзимари но Пуроро:гу» (終わりと始まりのプロローグ)               | 14 сентября 2011 года                             |
| Ринтаро и Судзуха снова отправляются в прошлое. Владея информацией (из новостных выпусков будущего) о том, что спасению документа о машинах времени поможет металлическая игрушка (на которую укажет металлодетектор), которую в файл с данными положила Курису и которую она ранее нашла после того, как её потеряла Маюри, Ринтаро покупает эту игрушку раньше себя из прошлого, а Маюри достаётся обыкновенный (неметаллический) экземпляр. Ринтаро снова прячется в комнате, в которой погибла Курису. По его плану, он должен просто обездвижить Курису электрошокером и вылить на неё красную (кровавого цвета) жидкость из светового меча. Однако в комнате Ринтаро обнаруживает, что жидкость уже высохла. Тогда он даёт Накабати ранить себя. Доктор в страхе убегает вместе с документом о машине времени (в будущем файл сгорает во время пожара); Ринтаро оглушает Курису электрошокером и вонзает в свою рану ладонь, при этом громко крича от боли (ведь Ринтаро из прошлого нашел Курису, разыскивая источник этого крика); его кровь образует большую лужу около тела девушки. Он становится свидетелем того, как Ринтаро из прошлого видит Курису и принимает её за мёртвую, после чего при помощи Судзухи возвращается в мир, в котором и Маюри, и Курису живы, а Судзуха ещё не родилась, — мировую линию Steins;Gate. | |                                                   |
| OVA | Эпидемия пориомании «О:ко:бакко но пориоманиа» (横行跋扈のポリオマニア)                            | 22 февраля 2012 года (в составе девятого Blu-Ray) |
| Октябрь 2010 года. Фейрис пригласили участвовать в турнире по карточной игре Rai-Net в Лос-Анджелес, и она пригласила сотрудников Лаборатории лететь с ней. В Америку полетели Ринтаро, Маюри, Дару и Рука, в аэропорту их встретила Курису. Курису рассказывает, что видит сны о прошлых мировых линиях. Больше всего её беспокоит сон о поцелуе с Ринтаро, но она заявляет, что хочет забыть обо всем происходившем в прошлых мировых линиях. Чуть позже Ринтаро замечает девушку, как две капли воды похожую на Судзуху, и преследует её машину на такси. Догнав её у дорожного кафе в окрестностях города, он узнает, что девушка не Судзуха. После расставания с ней Ринтаро осознаёт, что имеющихся у него денег не хватит, чтобы добраться до города, и идет обратно пешком. Вечереет, но мысль о любви к Курису подталкивает Окабэ. Наконец очень уставшего Ринтаро находит Курису, отправившись на его поиски на машине, но бензин закончился, и они остаются одни. Ринтаро заявляет, что в другой мировой линии признался Курису в любви, и тут же поправляется: он любит её и здесь. На вопрос: «А ты?» Курису отвечает: «Закрой глаза». | |                                                   |

### Комментарии
1. ↑  Не следует путать с Steins;Gate: Hen'i Kuukan no Octet 2011 года.